# Thomas Hauser
Pour l'Allemand de fiction, voir Les Bienveillantes#Les autres personnages.
Pour les articles homonymes, voir Hauser.
Thomas Hauser, né le 27 février 1946 à New York, est un journaliste, romancier et essayiste américain, auteur de roman policier.

## Biographie
Journaliste, il publie des articles dans de nombreux nombreux journaux, dont The New York Times.
Il fait ses débuts d'écrivain avec la publication en 1978 de Missing : Porté disparu (The Execution of Charles Horman; An American Sacrifice). La femme de Charles Horman (en), ainsi que son père, Ed Horman, ont aidé Hauser à travailler sur ce livre qui donne une description du destin de Horman et de la quête de vérité que mena sa famille au Chili. Le livre est nommé au Prix Pulitzer et adapté au cinéma par Costa-Gavras pour le film Missing.
En 1981, Hauser publie le roman Ashworth & Palmer, dont l'intrigue se situe dans un cabinet d'avocats fictif. L'histoire lui est inspirée par sa propre expérience en tant qu'associé chez  Cravath, Swaine & Moore (en) de 1971 à 1977 juste après l'obtention de son diplôme en 1970 à la faculté de droit de Columbia. La même année, il publie également un roman policier Dear Hannah, qui raconte l'histoire d'un serial-killer à New York.
En 1991, il reçoit le prix William Hill Sports Book of the Year (en) pour Muhammad Ali: His Life and Times (en), une biographie sur Mohamed Ali. Hauser est un fin connaisseur de boxe et est reconnu de la profession. Il est aussi président de l'association de Boxing Writers Association of America (en).

## Œuvre

### Romans

#### Série policièreLieutenant Richard Marritt
- Agatha’s Friends (1983) Publié en français sous le titre Agathe et ses hommes, Paris, Librairie des Champs-Élysées, coll. « Le Masque » no 1853, 1986  (ISBN 2-7024-1730-2)
- The Beethoven Conspiracy (1984) Publié en français sous le titre La Conspiration Beethoven, Paris, Ramsay, 1987  (ISBN 2-85956-601-5)
- Dear Hannah (1987) Publié en français sous le titre Le Spectre de la rose, Paris, Gallimard, coll. « Série noire » no 2137, 1988  (ISBN 2-07-049137-4)

#### Autres romans
- Ashworth & Palmer (1981)
- Hanneman’s War (1984)
- The Hawthorne Group (1991)
- Mark Twain Remembers (1999)
- Finding The Princess (2000)
- Waiting for Carver Boyd (2011)
- The Final Recollections of Charles Dickens (2014)

### Recueil de nouvelles
- Martin Bear & Friends (1998)

### Pièce de théâtre
- Healing: A Journal of Tolerance and Understanding (1996), en collaboration avec Muhammad Ali et Richard Dominick

### Ouvrages sur la boxe
- The Black Lights: Inside the World of Professional Boxing (1986)
- Muhammad Ali: His Life and Times (1991) Publié en français sous le titre Mohamed Ali : sa vie, ses combats, Éditions Premium, 2011
- Muhammad Ali: Memories (1992)
- Muhammad Ali: In Perspective (1996)
- A Year of Fights (2002)
- Brutal Artist: Great Fighters and Great Fights (2002)
- The View From Ringside: Inside the Tumultuous Worl of Boxing (2003)
- Muhammad Ali: The Lost Legacy (2005)
- Chaos, Corruption Courage and Glory: A Year in the Life of Boxing (2005)
- I Don't Believe It, But It's True: Another Remarkable Year in Boxing (2006)
- Knockout: The Sexy, Violent, Extraordinary Life of Vikki LaMotta (2006)
- The Greatest Sport of All: An Inside Look at Another Year in Boxing (2007)
- The Boxing Scene (2008)
- An Unforgiving Sport: An Inside Look at Another Year in Boxing (2009)
- The Vikki LaMotta Story: Jake, Raging Bull, Playboy, Sinatra & Mob (2010)
- Box: The Face of Boxing (2010)
- Boxing Is: Reflections on the Sweet Science (2010)
- Winks and Daggers: An Inside Look at Another Year in Boxing (2011)
- And the New...: An Inside Look at Another Year in Boxing (2012)
- Boxing (2012)
- Straight Writes and Jabs: An Inside Look at Another Year in Boxing (2013)
- Thomas Hauser on Boxing (2014)

### Autres ouvrages
- The Execution of Charles Horman; An American Sacrifice (1978), réédité sous le titre Missing en 1982 Publié en français sous le titre Missing : Porté disparu, Paris, Ramsay, 1982  (ISBN 2-85956-258-3)
- The Trial of Patrolman Thomas Shea (1980)
- For Our Children: A Different Approach to Public Education (avec Frank Macchiarola) ;1985
- The Family Legal Companion (1985), version augmentée en 1992
- Final Warning: The Legacy of Chernobyl (avec Peter Gale et Robert Peter Gale) (1988)
- Arnold Palmer: A Personal Journey, avec Arnold Palmer (1994)
- Confronting America’s Moral Crisis (avec Frank Macchiarola) (1995)
- Harder Than It Looks (1998)
- Miscellaneous (2000)
- With This Ring (avec Frank Macchiarola) (2001)
- A Beautiful Sickness (2001)
- A God To Hope For (avec Frank Macchiarola) (2003)
- Reflections on the Game, avec Arnold Palmer (2012)
- Thomas Hauser on Sports (2013)
- Reflections: Conversations, Essays, and Other Writings (2014)

## Récompense
- 1991 : Thomas Hauser remporte le prix William Hill Sports Book of the Year (en)

## Sources
: document utilisé comme source pour la rédaction de cet article.
- Claude Mesplède (dir.), Dictionnaire des littératures policières, vol. 1 : A - I, Nantes, Joseph K, coll. « Temps noir », 2007, 1054 p. (ISBN 978-2-910-68644-4, OCLC 315873251), p. 943-944

- (en) Cet article est partiellement ou en totalité issu de l’article de Wikipédia en anglais intitulé « Thomas Hauser » (voir la liste des auteurs).